# Ana Delahaie
Pour les articles homonymes, voir Delahaie.
Ana Delahaie, née le 13 mai 2004 à Angers, est une athlète française spécialisée dans la marche athlétique, championne de France 2024 sur 10 000 m marche et médaillé de bronze aux Championnats d'Europe Juniors 2023 sur la même distance.

## Carrière

### 2017 - 2021: des débuts entre Bergerac et Bordeaux
Née à Angers et vivant à Bergerac, Ana Delahaie pratique d'abord du basket et du roller mais elle est initiée très jeune à la course à pied par son père, lui aussi athlète. Licenciée au Bergerac Athlétique Club, elle s'essaye à plusieurs disciplines à ses débuts (saut en hauteur, lancer de marteau…) mais un entraîneur du club lui décèle de grandes qualités pour la marche athlétique ce qui la convainc de se spécialiser. À l'âge de 15 ans, elle intègre le pôle espoirs de Talence où elle affine sa technique.
Vice-championne de France cadette sur 5 000 m marche à tous juste 17 ans, elle prend conscience de son potentiel ce qui l'amène à signer à 18 ans au Stade bordelais athlétisme et lui permet de côtoyer des athlètes de très haut niveau (notamment les perchistes Marie-Julie Bonnin et Marion Lotout). En plus de son club, les stages l'amène à rencontrer d'autres marcheurs comme Kévin Campion sans oublier Yohan Durand qu'elle connais depuis longtemps car également licencié à Bergerac. Malgré son changement de club, elle choisit de garder Christopher Le Nocher comme entraîneur.
Le 19 février 2021, elle fait figure de favorite sur le 3 000 m marche des Championnats de France cadets à Miramas (avec le meilleur temps des engagées) mais, écrasé par l'émotion, la pression et le stress de l'évènement, elle échoue au pied du podium.

### Saison 2022: Premières sélections internationales
Ana Delahaie connaît sa première sélection en équipe de France jeune à 17 ans le 4 mars à l'occasion des Championnats du Monde de marche par équipe à Mascate en Oman. Alignée sur 10 km, elle termine 23e en individuel et 5e par équipe avec Elvina Carré.
Le 2 avril, elle honore sa deuxième sélection jeune dans le cadre d'un match international sur 10 km marche à Podebrady en République Tchèque. L'équipe de France juniors féminine s'impose face à la République Tchèque, la Hongrie, l'Irlande, l'Italie, la Lituanie et la Slovaquie.
Bien que qualifié pour les Championnats du Monde Juniors 2022 à Cali en Colombie, elle ne peut s'y rendre à cause d'un défaut de passeport.
Le 26 juin, elle participe au 10 000 m marche des Championnats de France à Caen alors qu'elle n'est que juniors et termine 7e en 49'22''79 min.

### Saison 2023: Premier podium international chez les jeunes
L'année 2023 voit Ana Delahaie exploser sur le scène nationale avec pas moins de 4 titres de championne de France dans les catégories jeunes. Dans le détail, on compte 3 titres Juniors (sur 3 000 m en salle, 10 km route et 10 000 m piste) puis un titre espoirs (1h marche) en fin d'année,.
Elle honore sa 3e sélection internationale jeune aux Championnats d'Europe de marche par équipe 2023 à Podebrady en République Tchèque durant lesquels l'équipe de France juniors féminine termine 3e notamment grâce à sa troisième place sur le 10 km.
Le 7 août, Ana Delahaie prend la 3e place des Championnats d'Europe Juniors 2023 à Jérusalem sur 10 000 m marche (47'11''09 min) dans des conditions très humides. Partie dès le début de la course dans le groupe de tête, elle ne peut pas suivre l'accélération de l'espagnole Sofia Santacreu après 6800 m de course mais profite du ralentissement de l'italienne Giada Traina dans le dernier kilomètre pour monter sur le podium grâce à une accélération dans les 150 derniers mètres,. Ce résultat l'amène à figurer parmi les candidates au titre d'espoirs féminine de l'année 2023 dans le vote organisé par la FFA,,.

### Saison 2024: Premier titre de championne de France élite
Le 17 mars, aux Championnats de France de 20km et 35 km marche à Fontenay-le-Comte, Ana Delahaie devient vice-championne de France espoirs sur 20 km marche (1h36 min) pour sa première compétition sur cette distance.
Elle connaît sa première sélection internationale avec l'équipe de France senior le 21 avril dans le cadre des Championnats du Monde de Marche par équipes. Formant le troisième relais de la délégation française avec Mattéo Duc derrière les duos Gabriel Bordier/Pauline Stey et Aurélien Quinion/Clémence Beretta, ils terminent en 43e position. À noter qu'il s'agissait de l'équipe la plus jeune du marathon en relais.
Le 2 juin, elle devient championne de France universitaire à Vineuil sur 3 000m marche sur piste,.
Le 28 juin, Ana Delahaie est sacrée Championne de France du 10 000 m marche à Angers en améliorant son record personnel de plus d'une minute (45'41''15 min),,,.
Le 7 octobre 2024, lors du Challenge National des Ligues de marche à Gien, elle s'empare du record de France espoirs de l'heure. Avec 13 014 m, elle dépasse la précédente meilleure marque détenue par Camille Moutard (13 008 m). Durant la même course, elle réalise également la deuxième meilleure performance U23 française de tous les temps sur 10 000 m (46''01 min) derrière Pauline Stey (45''04 min),.
Sa progression régulière couplé à l'émulation autour de la marche féminine française qui compte trois athlètes qualifiées pour les Jeux Olympiques de Paris 2024 (Clémence Berreta, Camille Moutard et Pauline Stey) font d'Ana Delahaie une athlète attendue en 2025 selon certains médias spécialisés.

## Palmarès
| Date | Compétition                                | Lieu      | Résultat | Epreuve                | Temps       |
| ---- | ------------------------------------------ | --------- | -------- | ---------------------- | ----------- |
| 2022 | Championnats du Monde de marche par équipe | Mascate   | 23e      | 10 km marche (juniors) | 53 min 20 s |
| 2022 | Championnats du Monde de marche par équipe | Mascate   | 5e       | Par équipe (juniors)   | 34 points   |
| 2023 | Championnats d'Europe de marche par équipe | Podebrady | 3e       | 10 km marche (juniors) | 48 min 04 s |
| 2023 | Championnats d'Europe de marche par équipe | Podebrady | 3e       | Par équipe (juniors)   | 20 points   |
| 2023 | Championnats d'Europe Juniors              | Jérusalem | 3e       | 10 000m marche         | 47 min 11 s |
| 2024 | Championnats du Monde de marche par équipe | Antalya   | 43e      | Relais mixte           | 3h 14 min   |

| Date | Compétition                                    | Lieu              | Résultat | Epreuve                        | Temps       |
| ---- | ---------------------------------------------- | ----------------- | -------- | ------------------------------ | ----------- |
| 2017 | Championnats de France de marche de durée      | Saran             | 3e       | 10 minutes marche (benjamines) | 1 836 m     |
| 2019 | Championnats de France de marche de durée      | Saran             | 3e       | 20 minutes marche (minimes)    | 3 748 m     |
| 2021 | Championnats de France Cadets-Juniors en salle | Miramas           | 4e       | 3 000 m marche (cadettes)      | 15 min 25   |
| 2021 | Championnats de France Cadets-Juniors          | Bondoufle         | 2e       | 5 000 m marche (cadettes)      | 24 min 42 s |
| 2022 | Championnats de France de marche en salle      | Rennes            | 2e       | 3 000 m marche (juniors)       | 13 min 58 s |
| 2022 | Championnats de France de marche de durée      | Saran             | 1re      | 1h marche (juniors)            | 11 816 m    |
| 2023 | Championnats de France de marche en salle      | Val-de-Reuil      | 1re      | 3 000 m marche (juniors)       | 13 min 20 s |
| 2023 | Championnats de France de marche sur route     | Aix-les-Bains     | 1re      | 10 km marche (juniors)         | 47 min 19 s |
| 2023 | Championnats de France Cadets-Juniors          | Châteauroux       | 1re      | 10 000m marche (juniors)       | 48 min 22 s |
| 2023 | Championnats de France de marche de durée      | Saint-Etienne     | 1re      | 1h marche (espoirs)            | 12 462 m    |
| 2024 | Championnats de France de marche sur route     | Fontenay-le-Comte | 2e       | 20 km marche (espoirs)         | 1h 36 min   |
| 2024 | Championnats de France universitaire           | Vineuil           | 1re      | 3 000 m marche                 | 12 min 42 s |
| 2024 | Championnats de France                         | Angers            | 1re      | 10 000m marche                 | 45 min 41   |

## Records personnels
| Epreuve            | Performance | Lieu              | Date            |
| ------------------ | ----------- | ----------------- | --------------- |
| 5 km route         | 18 min 20 s | Pessac            | 13 octobre 2024 |
| 10 km route        | 38 min 21 s | Bordeaux          | 3 novembre 2024 |
| 3 000 m marche     | 12 min 42 s | Vineuil           | 2 juin 2024     |
| 10 000 m marche    | 45 min 42 s | Angers            | 28 juin 2024    |
| 10 km marche route | 47 min 19 s | Aix-les-Bains     | 12 février 2023 |
| 1 heure marche     | 13 014 m    | Gien              | 6 octobre 2024  |
| 20 km marche route | 1h 36 min   | Fontenay-le-Comte | 17 mars 2024    |